# Línea Tsurumai
Línea Tsurumai (鶴舞線 Tsurumai-sen?) es una línea del Metro Municipal de Nagoya. Este línea conecta la estación Kami-Otai en el noroeste de Nagoya con la estación de Akaike en la ciudad de Nisshin. El color de la línea es azul claro, y las estaciones son denota por la letra T. El nombre oficial de este línea es la Línea 3 del Ferrocarril Rápido de la Ciudad de Nagoya (名古屋市高速度鉄道第3号線 Nagoya-shi Kōsokudo Tetsudō Dai-san-gō-sen?).
La Línea Tsurumai es la única línea del metro para ofrecer servicios recíprocos con tres de las líneas de Meitetsu.

## Estaciones
| Código                                                                       | Estación                                           | Japonés                                            | Longitud (km)                                      | Transferencias                                     | Ubicación                                          | Ubicación                                          |
| ↑ Servicio recíproco a la Línea Meitetsu Inuyama ↑                           | ↑ Servicio recíproco a la Línea Meitetsu Inuyama ↑ | ↑ Servicio recíproco a la Línea Meitetsu Inuyama ↑ | ↑ Servicio recíproco a la Línea Meitetsu Inuyama ↑ | ↑ Servicio recíproco a la Línea Meitetsu Inuyama ↑ | ↑ Servicio recíproco a la Línea Meitetsu Inuyama ↑ | ↑ Servicio recíproco a la Línea Meitetsu Inuyama ↑ |
| ---------------------------------------------------------------------------- | -------------------------------------------------- | -------------------------------------------------- | -------------------------------------------------- | -------------------------------------------------- | -------------------------------------------------- | -------------------------------------------------- |
| T01                                                                          | Kami-Otai                                          | 上小田井                                           | 0.0                                                | Línea Meitetsu Inuyama Línea Jōhoku (Otai)         | Nishi-ku, Nagoya                                   |                                                    |
| T02                                                                          | Shōnai Ryokuchi Kōen                               | 庄内緑地公園                                       | 1.4                                                |                                                    | Nishi-ku, Nagoya                                   |                                                    |
| T03                                                                          | Shōnai-dōri                                        | 庄内通                                             | 2.7                                                |                                                    | Nishi-ku, Nagoya                                   |                                                    |
| T04                                                                          | Jōshin                                             | 浄心                                               | 4.1                                                |                                                    | Nishi-ku, Nagoya                                   |                                                    |
| T05                                                                          | Sengen-chō                                         | 浅間町                                             | 4.9                                                |                                                    | Nishi-ku, Nagoya                                   |                                                    |
| T06                                                                          | Marunouchi                                         | 丸の内                                             | 6.3                                                | Línea Sakura-dōri (S04)                            | Naka-ku, Nagoya                                    |                                                    |
| T07                                                                          | Fushimi                                            | 伏見                                               | 7.0                                                | Línea Higashiyama (H09)                            | Naka-ku, Nagoya                                    |                                                    |
| T08                                                                          | Ōsu Kannon                                         | 大須観音                                           | 7.8                                                |                                                    | Naka-ku, Nagoya                                    |                                                    |
| T09                                                                          | Kamimaezu                                          | 上前津                                             | 8.8                                                | Línea Meijō (M03)                                  | Naka-ku, Nagoya                                    |                                                    |
| T10                                                                          | Tsurumai                                           | 鶴舞                                               | 9.7                                                | Línea Chūō                                         | Naka-ku, Nagoya                                    |                                                    |
| T11                                                                          | Arahata                                            | 荒畑                                               | 11.0                                               |                                                    | Shōwa-ku, Nagoya                                   |                                                    |
| T12                                                                          | Gokiso                                             | 御器所                                             | 11.9                                               | Línea Sakura-dōri (S10)                            | Shōwa-ku, Nagoya                                   |                                                    |
| T13                                                                          | Kawana                                             | 川名                                               | 13.1                                               |                                                    | Shōwa-ku, Nagoya                                   |                                                    |
| T14                                                                          | Irinaka                                            | いりなか                                           | 14.1                                               |                                                    | Shōwa-ku, Nagoya                                   |                                                    |
| T15                                                                          | Yagoto                                             | 八事                                               | 15.0                                               | Línea Meijō (M20)                                  | Shōwa-ku, Nagoya                                   |                                                    |
| T16                                                                          | Shiogama-guchi                                     | 塩釜口                                             | 16.4                                               |                                                    | Tempaku-ku, Nagoya                                 |                                                    |
| T17                                                                          | Ueda                                               | 植田                                               | 17.6                                               |                                                    | Tempaku-ku, Nagoya                                 |                                                    |
| T18                                                                          | Hara                                               | 原                                                 | 18.4                                               |                                                    | Tempaku-ku, Nagoya                                 |                                                    |
| T19                                                                          | Hirabari                                           | 平針                                               | 19.3                                               |                                                    | Tempaku-ku, Nagoya                                 |                                                    |
| T20                                                                          | Akaike                                             | 赤池                                               | 20.4                                               | Línea Meitetsu Toyota                              | Nisshin                                            |                                                    |
| ↓ Servicio recíproco a la Línea Meitetsu Toyota y la Línea Meitetsu Mikawa ↓ |                                                    |                                                    |                                                    |                                                    |                                                    |                                                    |

## Historia
La primera sección de la Línea Tsurumai fue inaugurado en el 18 de marzo de 1977 entre las estaciones Fushimi y Yagoto; este sección tiene un longitud de 8,0 km y nueve estaciones. Una extensión sureste de la línea de Yagoto a Akaike abrió en el 1 de octubre de 1978. En el 27 de noviembre de 1981, una extensión norte de la línea de Fushimi a Jōshin abrió; este extensión fue extendido a Shōnai Ryokuchi Kōen en el 6 de septiembre de 1984. La línea Tsurumai fue completado en el 12 de agosto de 1993, cuando las plataformas del metro en la estación Kami-Otai abrió.